# 托雷斯 (科羅拉多州)
拖雷斯（英語：Torres）是位於美國科羅拉多州拉斯阿尼馬斯縣的一個非建制地區。該地的面積和人口皆未知。

## 地理
拖雷斯的座標為37°04′10″N 105°03′22″W / 37.06944°N 105.05611°W，而該地的平均海拔高度為2589米（即8330英尺）。